# 오즈모

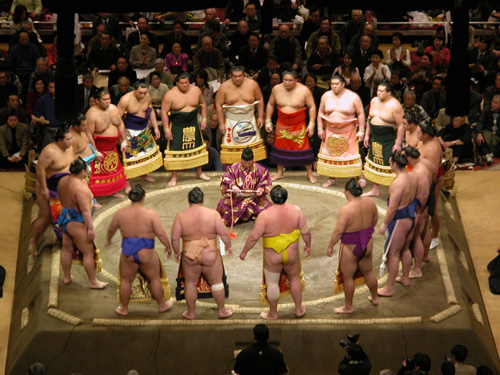
오즈모 중 마쿠노우치의 '도효이리' 장면. 교지를 가운데 두고 리키시들이 둘러서있다

오즈모(일본어: 大相撲, おおずもう)는 일본의 대표적인 프로 스포츠 경기 가운데 하나이다.

## 혼바쇼와 순업
일본에서 스모는 어린이로부터 성인에 이르기까지 즐길 수 있으나, 직업으로 스모를 하는 선수들이 참가하는 프로 스모 경기는 오즈모라 불리며, 현재 일본스모협회(日本相撲協会)에서 모든 것을 관장하고 있다.
오즈모는 공식전에 해당되는 혼바쇼(本場所)가 1년에 수차례 개최되며, 이 대회를 통해 리키시의 기량이 판가름되어 그에 따른 대우(등급 및 급여)가 결정된다. 1년에 6번 개최되고 있으며, 도쿄(1월, 5월, 9월)에서는 료고쿠 국기관에서 세 차례, 오사카부(3월)에서는 오사카 부립체육관, 나고야(7월)는 아이치현 체육관, 후쿠오카현(11월)은 후쿠오카 국제센터에서 각각 한 차례씩 개최된다.
혼바쇼는 15일간 연속으로 개최되며, 첫날은 쇼니치(初日), 8일째는 나카비(中日), 마지막날인 15일째는 센슈라쿠(千秋楽)라고 부른다. 쇼니치는 1바쇼 15일제가 정착된 후로, 1989년 1월에 열렸던 1월 바쇼(쇼와 천황의 사망으로 인해 하루가 연기됨)를 제외하고는 일요일로 정해져있다.
오즈모에 참가하는 모든 스모 선수는 협회에서 관리하는 등급을 부여 받으며, 성적 여하에 따라 등급이 오르거나 내리거나 한다. 성적이 올라 '주료'(十両) 등급에 오르게 되면, 협회로부터 급료를 받게 되며, '세키토리'라 불리게 되어 우대를 받는다. 가장 높은 등급의 스모 선수는 '요코즈나'(横綱)라고 불리며, 막대한 돈과 인기를 얻는다.
2023년 현재 요코즈나에 올라 있는 선수는 테루노후지 하루오(照ノ富士 春雄) 1명뿐이며, 몽골 출신이다. 오즈모의 혼바쇼가 개최될 때 경기의 실황은, NHK에서 독점으로 방송을 하고 있다.
혼바쇼가 없는 시기에는 혼바쇼가 열리지 않는 지방을 스모 선수 및 지도자(오야카타)이 방문하여 연습(게이코) 장면을 보여주는 순업(巡業 준교[*])을 갖는다. 혼바쇼의 회수가 적었던 시대에는, 각 헤야 또는 헤야들의 문하별로 순업을 시행하였으나, 연간 6번의 혼바쇼가 확립되고 난 이후로는 일본스모협회에서 관리하게 되었다. 이 순업에서의 수입이, 협회 또는 각각의 헤야에게 큰 비중을 차지하였다. 한편 지방 순업을 통한 각지의 스모 팬들과의 접촉은 스모를 전국적으로 보급하는 데 큰 힘을 발휘해왔다. 예전에는 순업이 벌어지는 현지에서 유망한 젊은이들을 뽑아서 그대로 순업에 대동시켜, 도쿄로 돌아온 후 도효 데뷰를 시키는 경우도 많았다. 스모의 홍보 및 보급을 위해 해외로도 몇 차례의 순업이 있었으며, 2004년 2월에는 한국에 온 적이 있다.

## 혼바쇼 목록
2025년 현재
| 개최되는 달 | 정식 명칭                           | 통칭                                    | 개최장소             | 쇼니치(첫날)                  |
| ----------- | ----------------------------------- | --------------------------------------- | -------------------- | ----------------------------- |
| 1월         | 1월 바쇼(1月場所 이치가츠바쇼[*])   | 하쓰바쇼(初場所)                        | 료고쿠 국기관        | 1월 첫째주 또는 둘째주 일요일 |
| 3월         | 3월 바쇼(3月場所 산가츠바쇼[*])     | 하루바쇼(春場所, 오사카 바쇼(大阪場所)) | 오사카 부립 체육회관 | 3월 둘째주 일요일             |
| 5월         | 5월 바쇼(5月場所 고가츠바쇼[*])     | 나쓰바쇼(夏場所)                        | 료고쿠 국기관        | 5월 둘째주 일요일             |
| 7월         | 7월 바쇼(7月場所 시치가츠바쇼[*])   | 나고야바쇼(名古屋場所)                  | 아이치 현 체육관     | 7월 첫째주 또는 둘째주 일요일 |
| 9월         | 9월 바쇼(9月場所 구가츠바쇼[*])     | 아키바쇼(秋場所)                        | 료고쿠 국기관        | 9월 둘째주 일요일             |
| 11월        | 11월 바쇼(11月場所 주니가츠바쇼[*]) | 규슈바쇼(九州場所)                      | 후쿠오카 국제 센터   | 11월 둘째주 일요일            |

- 1월 바쇼의 나카비(8일째)는 일본 천황 부부가 관람을 하는 경우가 많다('덴란즈모'(天覧相撲)라고 부른다).
- 2020년에는 코로나19 범유행으로 인해 5월 바쇼는 취소, 7월 바쇼는 료고쿠 국기관에서 개최하였으며 11월 바쇼도 료고쿠 국기관에서 개최하였다.

## 혼바쇼의 진행
혼바쇼는 매일 연속으로 15일 동안 개최된다. 그날에 따라 실제 진행되는 시간은 다소간 차이가 있다. 새롭게 스모 선수로 데뷰를 하는 신입 리키시들이 선보이는 마에즈모는, 3월 바쇼에서는 사람 수가 많기 때문에 2일째부터 개최되는 것을 제외하고는 3일째에 개최된다. 마에즈모가 끝난 다음에는 가장 낮은 등급인 조노쿠치(序の口)의 선수들부터 경기가 시작된다. 마쿠시타의 경기가 5번 남았을 시간에 상위 등급인 주료(十両) 선수들의 도효이리(스모 경기장인 '도효'에 입장을 하는 의식)가 열린다.

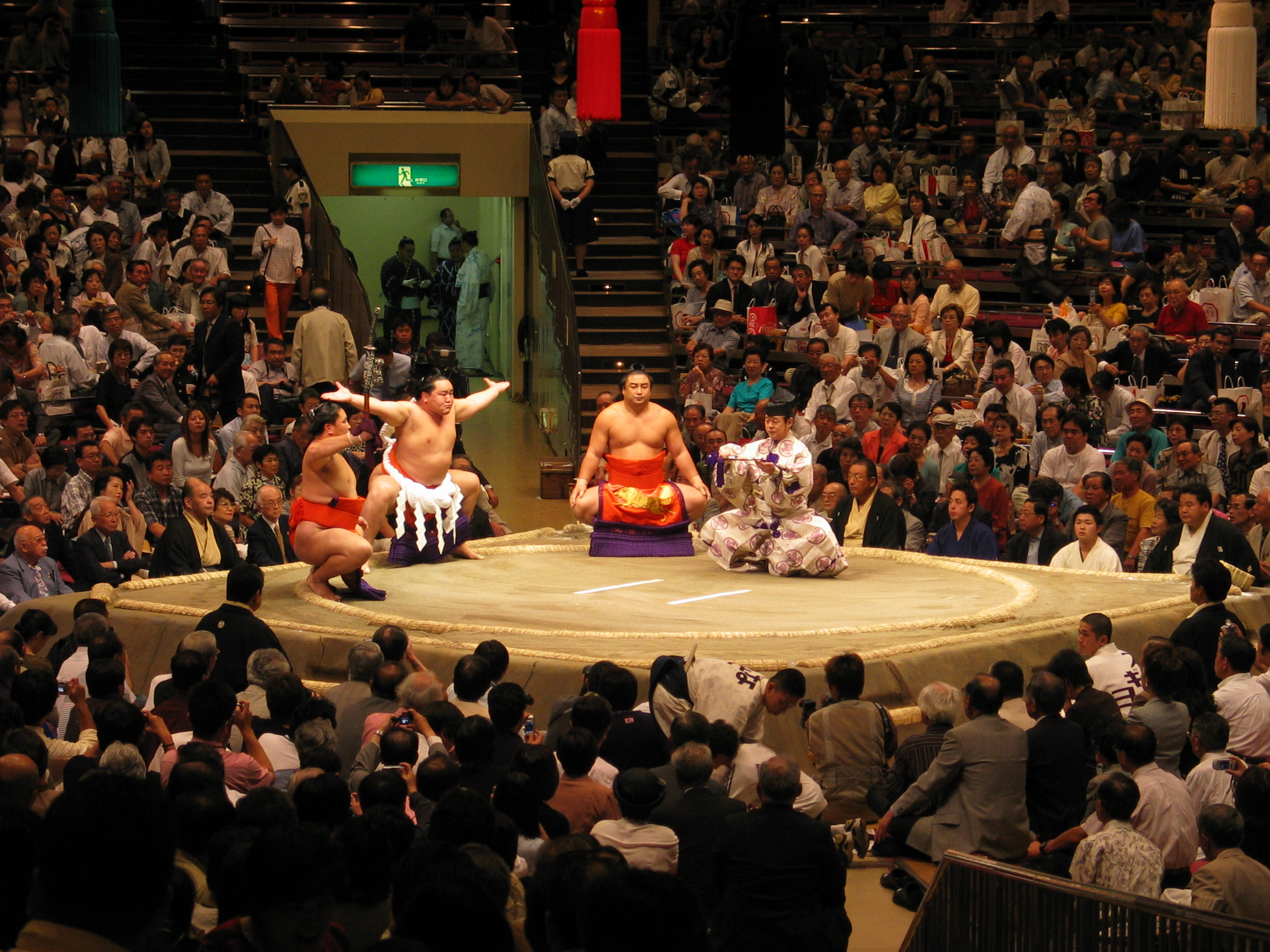
오즈모 중 요코즈나의 '도효이리' 장면

| 시간  | 내용                                                       |
| ----- | ---------------------------------------------------------- |
| 8:00  | 시작을 알리는 북소리(寄せ太鼓)                             |
| 8:30  | 조노쿠치 경기(도리쿠미)                                    |
| 8:30  | 조니단 경기                                                |
| 8:30  | 산단메 경기                                                |
| 8:30  | 마쿠시타 경기(상위 5번을 제외한)                           |
| 14:40 | 주료 도효이리(土俵入り)                                    |
| 14:40 | 마쿠시타 경기(상위 5번)                                    |
| 14:40 | 주료 경기                                                  |
| 14:40 | 협회의 인사(첫날(쇼니치), 마지막날(센슈라쿠) 때만)         |
| 14:40 | 주료 경기(상위 3번을 남겨둠)                               |
| 15:50 | 나카이리(中入り)                                           |
| 15:50 | 마쿠노우치 도효이리(幕内土俵入り)                          |
| 15:50 | 요코즈나 도효이리(横綱土俵入り)                            |
| 15:50 | 다음날의 대전 발표(顔触れ言上(ごんじょう) 가오부레곤조[*]) |
| 15:50 | 마쿠노우치 경기                                            |
| 17:55 | 유미토리시키(弓取り式)                                     |
| 18:00 | 종료                                                       |

## 반즈케와 경기(도리쿠미)

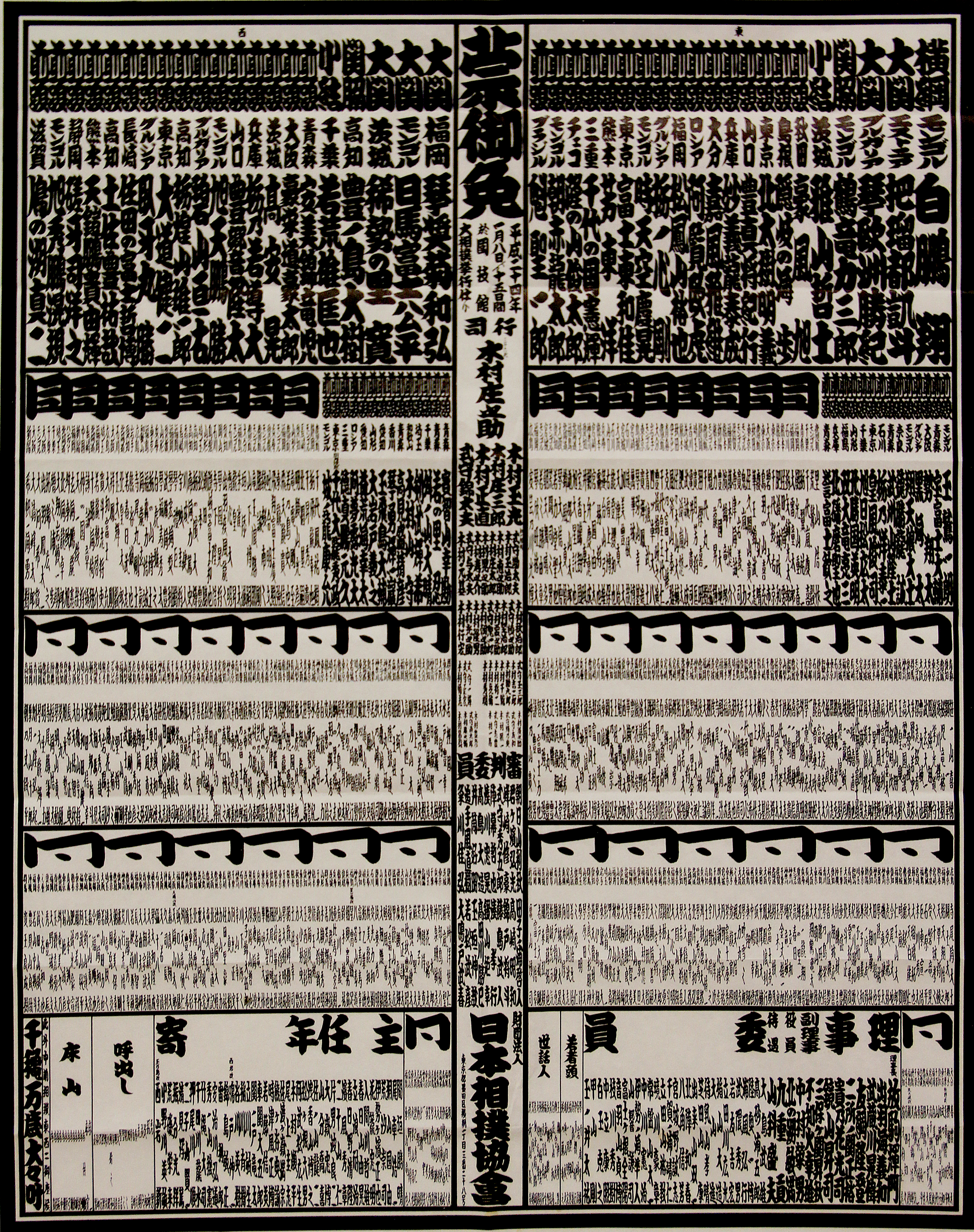
반즈케

오즈모에서는, 성적 등을 고려하여 크게는 두가지(상위 리그와 하위 리그), 작게는 6가지의 등급을 두고 있어, 스모 선수는 자신이 등록된 등급에 속한 선수와 경기를 갖는 것이 기본이다. 등급 안의 지위는 반즈케(番付)라고 하는 순위표에 표시된다.
상위 리그에는 마쿠우치(幕内)와 주료(十両)가 있으며, 이른바 '세키토리'라 불리는 등급의 리키시들로 구성된다. 마쿠노우치가 가장 높은 등급으로 위치하며, 마쿠노우치 반즈케의 상위부터 요코즈나, 오제키, 세키와케, 고무스비(오제키, 세키와케, 고무스비를 아울러 '삼역'(三役 산야쿠[*])라고 한다), 마에가시라 순으로 순위가 매겨진다.
- 마쿠노우치
  - 요코즈나(横綱)
  - 삼역(三役 산야쿠[*])
    - 오제키(大関)
    - 세키와케(関脇)
    - 고무스비(小結)

  - 마에가시라(前頭, 또는 히라마쿠(平幕))
- 주료(十両)

스모 경기는 경기의 시작일인 일요일부터 2주 후 일요일까지 해서 총 15일 동안 편성된다. 첫날을 쇼니치(初日), 8일째를 나카비(中日), 마지막날을 센슈라쿠(千秋楽)라 부른다. 마쿠노우치의 경기는 리키시들의 도효이리(土俵入り), 요코즈나 도효이리(横綱土俵入り)가 끝난 후 일본시간 기준 오후 4시 15분경부터 시작되어, 센슈라쿠를 제외하고는 대략 오후 6시 전후에 모든 경기를 마친다. (이는 오즈모 중계에 맞추기 위해서임)
마쿠노우치 밑에 위치하는 주료는, 마쿠노우치의 경기가 시작되기 전에 시합을 마친다. 경기의 편성상, 주료의 상위 리키시가 마쿠노우치의 하위 리키시와 경기를 갖는 경우도 있다.(같은 식으로 마쿠시타의 상위 리키시가 주료의 하위 리키시와 대결하는 경우도 있다.)
주료 밑의 하위 리그에는 다음과 같은 등급들이 존재한다.
- 마쿠시타(幕下)
- 산단메(三段目)
- 조니단(序二段)
- 조노쿠치(序の口)
- 정식 등급 이전
  - 마에즈모(前相撲)

조노쿠치는 새로 입문을 한 리키시들이 등장하는 곳이며, 하위리그의 경기는 오전 9시경부터 주료의 경기가 시작되는 오후 3시경까지 치러진다. 반즈케에 등록되는 것은 조노쿠치부터이며, 스모 경기 개최 3일째부터 조노구치 경기가 열리기 전 막 입문을 한 참인 신참 리키시들로 마에즈모가 행하여진다.